# Mayondwe
Mayondwe ist ein Bezirk (Ward) des Distriktes Muleba in der tansanischen Region Kagera.

## Geografie
Mayondwe liegt im Nordwesten von Tansania am Westufer des Victoriasees. Der Bezirk hat eine Größe von 26,5 Quadratkilometern, im Jahr 2022 lebten 5888 Einwohner in 1347 Haushalten.

## Gliederung
Der Bezirk besteht aus 2 Gemeinden (Mtaa) mit 6 Orten (Kitongoji):
| Mayondwe - Mayondwe - Kinoni - Katongo | Bugasha - Bubago - Bwigura - Ibira/Ichwandimi |

## Infrastruktur
- Bildung: Die 2007 gegründete staatliche Schule in Mayondwe bietet Ausbildung bis zur 4, Klasse an.[6]